# Alán Cacualá
Alán Cacualá är en ort i Mexiko.   Den ligger i kommunen Chilón och delstaten Chiapas, i den sydöstra delen av landet, 800 km öster om huvudstaden Mexico City. Alán Cacualá ligger 1 202 meter över havet och antalet invånare är 115.
Terrängen runt Alán Cacualá är lite bergig. Runt Alán Cacualá är det ganska tätbefolkat, med 54 invånare per kvadratkilometer. Närmaste större samhälle är Ramosil, 5,6 km nordost om Alán Cacualá. I omgivningarna runt Alán Cacualá växer i huvudsak städsegrön lövskog.